# Чукавинки
Чукавинки — деревня в Завьяловском районе Удмуртской Республики Российской Федерации.

## География
Находится в 27 км к юго-востоку от центра Ижевска и в 14 км к юго-востоку от Завьялово.

## История
До 25 июня 2021 года входила в состав Бабинского сельского поселения, упразднённое в связи с преобразованием муниципального района в муниципальный округ.

## Население
| 2010 | 2012 |
| ---- | ---- |
| 0    | →0   |

## Инфраструктура
Личное подсобное хозяйство.

## Транспорт
Деревня доступна по просёлочной дороге.